# جامع النقشبندي (ديالى)
جامع النقشبندي هو من مساجد العراق التاريخية الأثرية في ديالى، ويقع في ناحية السعدية في حي الوحدة، ولقد شيد وبني عام 1309 هـ/1891م، في عهد الدولة العثمانية، وبمرور الزمن هدم الجامع وأجريت عليهِ أعمال الصيانة والترميم على نفقة ديوان الوقف السني في العراق عام 2005م.
وتبلغ مساحة الجامع 1000 م2 تقريباً، وفيهِ مصلى يتسع لأكثر من 300 مصل، وتعلوهُ قبة مخروطية الشكل بيضاء، وفيهِ ساحة مقابل الحرم واسعة، بالإضافة إلى حديقة وليس فيهِ منارة مئذنة. وتقام في الجامع حالياً صلاة الجمعة والصلوات الخمس المكتوبة.